# 巴爾達曼縣
巴爾達曼縣是印度的一個縣，位於該國東北部，由西孟加拉邦負責管轄，面積7,024平方公里，每年平均降雨量1,442毫米，識字率為77.15%，2011年人口7,723,663，人口密度每平方公里1,100人。

## 外部連結
- Bardhaman District official web site （页面存档备份，存于）
- Bardhaman District, The Imperial Gazetteer of India, 1909, v. 9, p. 91. （页面存档备份，存于）